# Pomijača
Pomijača (cyr. Помијача) – wieś w Serbii, w okręgu maczwańskim, w mieście Loznica. W 2011 roku liczyła 128 mieszkańców.